# Abrogation (Kanonisches Recht)
Abrogation ist ein Begriff des kanonischen Rechts, das heißt des Kirchenrechts der lateinischen Kirche und der katholischen Ostkirchen. Abrogation bezeichnet die vollständige Aufhebung einer Rechtsnorm durch den zuständigen Gesetzgeber, entweder durch Widerruf oder durch umfassende Neuregelung der Materie. Im Gegensatz zur Abrogation handelt es sich bei Derogation oder Obrogation lediglich um eine teilweise Aufhebung einer Regelung.

Der CIC regelt zur Abrogation in can. 20: 

„Ein späteres Gesetz hebt ein früheres ganz oder teilweise auf, wenn es dies ausdrücklich sagt oder ihm unmittelbar entgegengesetzt ist oder die ganze Materie des früheren Gesetzes umfassend ordnet; ein allgemeines Gesetz hebt aber nicht im geringsten partikulares oder besonderes Recht auf, wenn nicht etwas anderes im Recht ausdrücklich vorgesehen ist.“